# Erwin Rommel

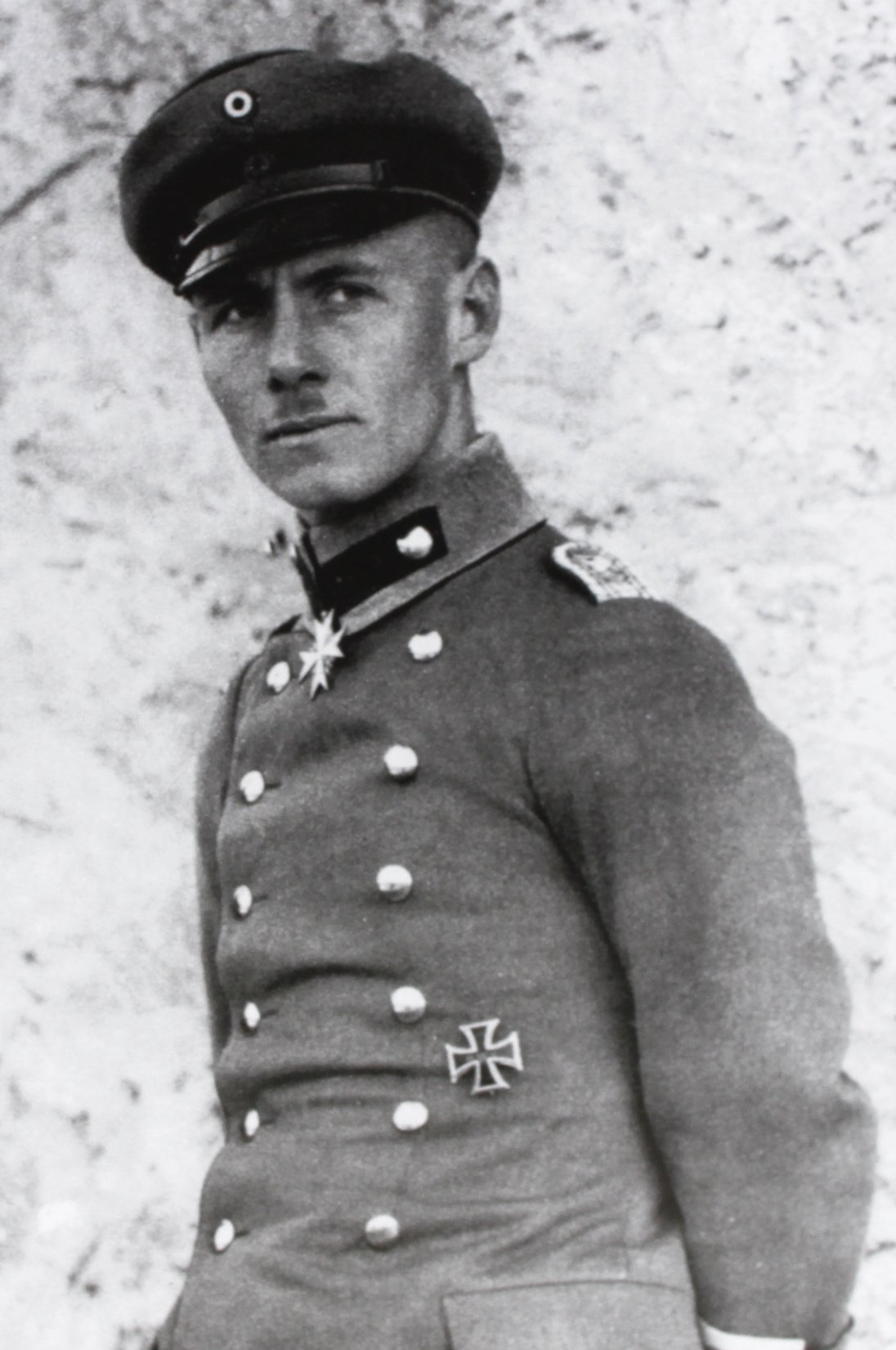
Luitenant Rommel na de Slag bij Caporetto, met de onderscheiding Pour le Mérite, 1917

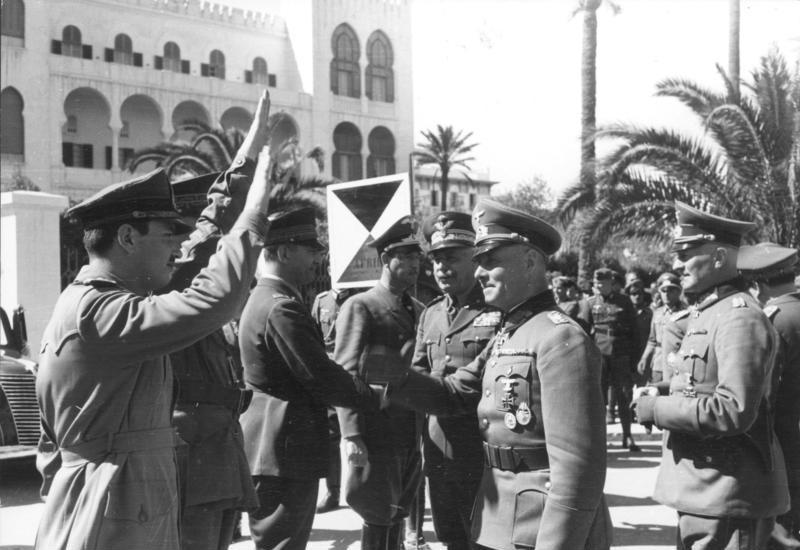
Aankomst van Erwin Rommel in Tripoli, februari 1941

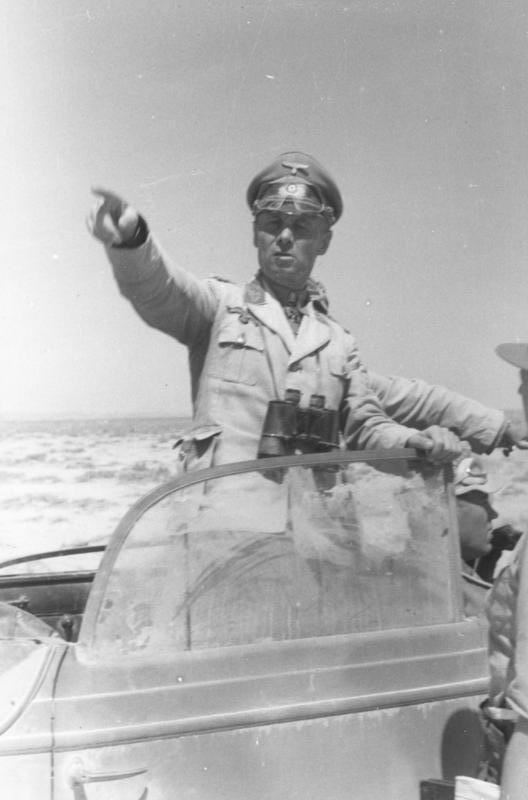
Rommel in Noord-Afrika, 1942

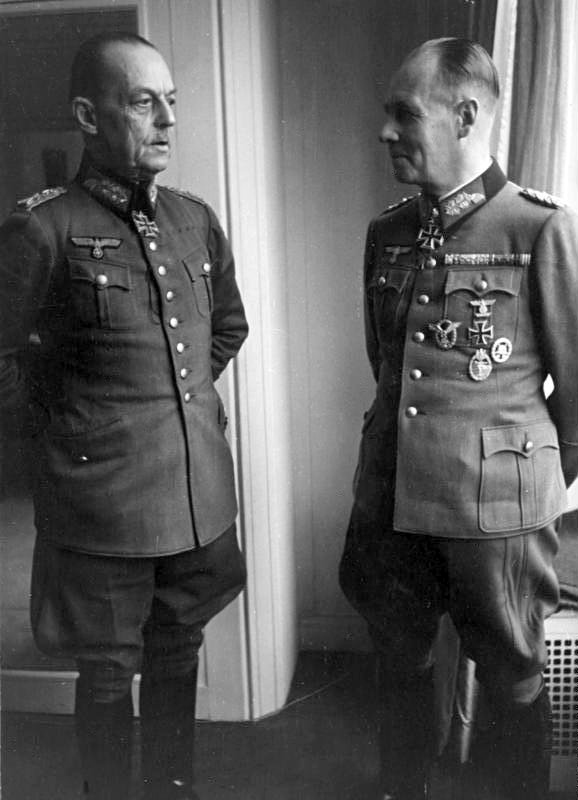
Rommel en generaal-veldmaarschalk Gerd von Rundstedt, 1944

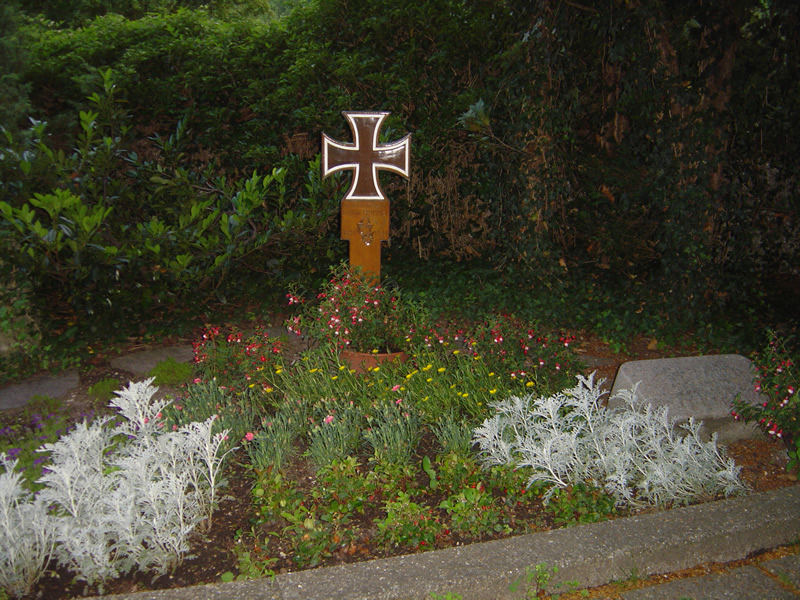
Rommels graf in Herrlingen

Erwin Johannes Eugen Rommel (Heidenheim an der Brenz, 15 november 1891 - Herrlingen, 14 oktober 1944) was een Duitse generaal-veldmaarschalk. Hij speelde een belangrijke rol in de Tweede Wereldoorlog in Noord-Afrika. Zijn bijnaam was De Woestijnvos. Bij de Tweede slag om El Alamein was hij de tegenstander van Bernard Montgomery. Hij dwong zowel bij de Asmogendheden als de geallieerden veel respect af.

## Vroege jaren
Rommel werd als tweede van 4 kinderen (hij had één zus en twee broers) geboren uit het huwelijk van de leraar Erwin Rommel en diens echtgenote Helene von Luz. Hij volgde het gymnasium en was van plan als ingenieur bij de zeppelinfabriek in Friedrichshafen te gaan werken, maar koos op advies van zijn vader in juli 1910 voor een militaire loopbaan. Hij voegde zich bij het lokale 6e Württembergisches Infanterie Regiment, dat in Weingarten was gestationeerd. Na 3 maanden werd hij tot korporaal bevorderd, en na 6 maanden tot sergeant. In maart 1911 ging hij naar de officiersopleiding in Danzig. Na deze als Leutnant (2e luitenant) te hebben voltooid, keerde hij in januari 1912 naar zijn regiment terug, en werd hij rekruteringshoofd in Weingarten tot aan het begin van de Eerste Wereldoorlog.

## Eerste Wereldoorlog

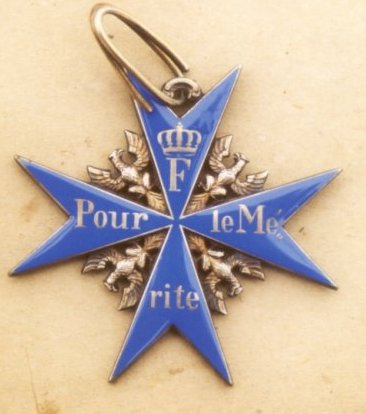
Pour le Mérite

### Frankrijk
Rommel vocht in de Eerste Wereldoorlog aanvankelijk met zijn regiment bij de infanterie; hij werd ingezet aan de Maas, ten westen van Verdun, in de Argonne en de Vogezen. In september 1914 raakte hij zwaargewond aan het been door een bajonetaanval tegen drie Franse soldaten, nadat hij zonder munitie raakte. Voor deze actie kreeg Rommel het IJzeren Kruis 2e Klasse. In januari 1915 was hij volledig hersteld.

### Alpenkorps
In september 1915 werd Rommel aangeworven voor training bij de bergtroepen. In augustus 1916 kwam hij met het Württembergisches Gebirgs-Bataillon, een onderdeel van het toenmalige Deutsches Alpenkorps, eerst in Roemenië in actie. Na een korte tussenstop aan het westfront, werd het Alpenkorps in september 1917 aan het Italiaanse front ingezet, waar de eenheid bij wijze van Duitse steun aan de Oostenrijks-Hongaarse bondgenoot was uitgeleend. In het Alpengebied zou het bataljon zich de stoottroeptactiek volledig eigen maken. De Württembergers deden van zich spreken toen twee compagnieën van hun formatie, geleid door Oberleutnant (eerste luitenant) Erwin Rommel, in oktober 1917 bij de Slag bij Caporetto (de 12e slag aan de Isonzo) de Italiaanse frontlinie wisten te doorbreken en een artilleriestelling te overrompelen. Een Italiaans tegenoffensief werd afgeslagen en een compleet regiment Bersaglieri werd krijgsgevangen gemaakt. Met de aankomst van de rest van het bataljon leidde Rommel de formatie langs de achterzijde van de Monte Matajur (in het huidige Slovenië), die strategisch enorm belangrijk was, en kon men nog meer Italianen tot overgave dwingen. Na de verovering van deze bergtop werden na de slag in totaal 150 Italiaanse officieren en 9000 manschappen krijgsgevangen gemaakt en 81 stuks geschut werden door de Duitsers buitgemaakt; dit alles werd met amper 150 soldaten volbracht. Rommel werd tot Hauptmann (kapitein) bevorderd en kreeg op 10 december 1917 voor zijn aandeel in deze gewonnen slag de Pour le Mérite uitgereikt; Rommel was een van de jongste ontvangers van deze onderscheiding, die eigenlijk voor hogere officieren was bedoeld. Aan deze uitreiking ging echter heel wat controverse vooraf: eerst werd deze onderscheiding aan iemand anders toegekend. Oberleutnant Walther Schnieber veroverde op hetzelfde moment de Monte Colonna, die vlak bij de Monte Matajur lag. Men veranderde die verovering echter in de verovering van de Monte Matajur. Rommel kreeg de Pour le Mérite pas uitgereikt nadat hij een klacht had ingediend en nadat het bijna tot een schandaal uitgroeide. Mede door deze traumatische ervaring was zijn voorbehoud ten aanzien van het hoge officierskorps gestegen en zag hij af van een toekomstige opleiding tot stafofficier, voor velen een ongewone stap voor een begaafde soldaat. Deze beslissing zou ook meespelen tijdens zijn Noord-Afrikaanse Veldtocht in de volgende wereldoorlog.

## Interbellum
Na de oorlog voelde hij zich, net als veel van de andere Duitse soldaten, erg tekort gedaan door de gedwongen drastische reductie van het Duitse leger krachtens het Verdrag van Versailles, dat in de ogen van heel Duitsland en ook van anderen onrechtvaardig was. Er vielen talloze ontslagen, waarbij Rommel desondanks kon overgaan naar de Reichswehr van de Weimarrepubliek. In september 1929 werd hij docent krijgskunde in Dresden. In oktober 1933, een paar maanden na Adolf Hitlers machtsovername, werd hij overgeplaatst naar Goslar. Daar werd de intussen tot majoor bevorderde Rommel benoemd tot bevelhebber van de Goslarer Jäger. In maart 1935 werd hij tot luitenant-kolonel bevorderd. 7 maanden later werd hij opnieuw overgeplaatst, deze keer naar de militaire academie van Potsdam. Hij publiceerde in 1937 in zijn boek Infanterie greift an (Infanterie valt aan) zijn belevenissen tijdens de Eerste Wereldoorlog. Hij ontmoette Adolf Hitler na diens machtsovername, werd chef van de troepen die Hitler begeleidden, en werd op 1 augustus 1939, een maand voor het begin van de Tweede Wereldoorlog door Hitler tot generaal-majoor benoemd.

## Tweede Wereldoorlog

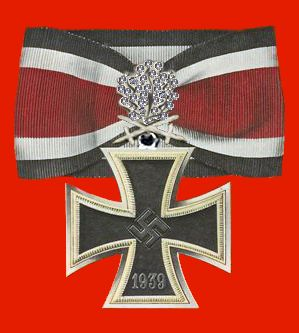
Ridderkruis van het IJzeren Kruis met Eikenloof, Zwaarden en Briljanten

### Begin
Rommel vervulde zijn functie van chef van Hitlers begeleidingstroepen tevens tijdens de Poolse Veldtocht. Ruim 4 maanden na de overwinning in Polen werd hij bevelhebber van de 7e pantserdivisie. Tijdens de Blitzkrieg in België (Fall Gelb) en Frankrijk (Fall Rot) opereerde zijn divisie zo snel, dat deze van de Fransen de bijnaam la division fantôme (de spookdivisie) kreeg. Zelfs het Duitse opperbevel wist niet altijd waar de divisie zich bevond. Voor zijn huzarenrit door de Maginotlinie kreeg Rommel later het Ridderkruis.

### Noord-Afrika
In 1941 werd Rommel tot luitenant-generaal bevorderd. Hierna kreeg hij het opperbevel over het Afrikakorps, dat in de Italiaanse kolonie Libië voet aan wal zette. Tijdens de Noord-Afrikaanse Veldtocht gaven de Britten hem z'n beroemd geworden bijnaam De Woestijnvos, omdat hij telkens improviseerde en trucjes gebruikte om de vijand te slim af te zijn, als dat nodig was. Zo liet hij bijvoorbeeld bij een militaire parade in Tripoli in maart 1941 zijn tanks een blokje omrijden, om zo weer achteraan in de rij te kunnen aansluiten en zo zijn aantal tanks groter te doen lijken om de Britse inlichtingendiensten te misleiden. Met hetzelfde doel liet hij namaaktanks van karton maken en liet hij auto's takkenbossen en tentdoek achter zich aan slepen om zo veel stof te doen opwaaien, dat het leek alsof er hele pantserdivisies aan het oprukken waren.
In totaal plande Rommel in Noord-Afrika in het algemeen twee grote offensieven. Het eerste offensief startte op 31 maart en omvatte een opmars naar Egypte en de verovering van Tobroek door de resterende troepen. Tobroek was strategisch belangrijk, vanwege zijn zeehaven. Aan dit offensief kwam in december een einde, na de mislukte belegering van Tobroek, die 6 maanden duurde. Na een rustpauze en herbevoorrading lanceerde Rommel in januari 1942 zijn tweede grote offensief. Dit resulteerde onder meer in de slag bij Gazala en de daaruit volgende verovering van Tobroek op 21 juni. De dag daarop werd hij vanwege dit succes tot veldmaarschalk bevorderd. Zijn troepen rukten op tot El Alamein in Egypte, maar als gevolg van onvoldoende voorraden en materieel werd het Afrikakorps in juli tot staan gebracht (Eerste Slag bij El Alamein) en vanaf oktober teruggedrongen (Tweede Slag bij El Alamein) door geallieerde troepen onder Bernard Montgomery. Rommel slaagde er echter wel in om de terugtocht naar Tunesië geordend te laten verlopen, wat een heuse krachttoer was, gezien de toen geallieerde suprematie in de lucht, de afstand van 3000 kilometer en de landing van de geallieerden in Marokko en Algerije (Operatie Torch). Hitler weigerde echter voortdurend om in te gaan op zijn verzoeken om z'n soldaten naar Sicilië te evacueren. De slag om de Kasserinepas in Tunesië in februari 1943 was zijn laatste succes in Afrika. Op 9 maart keerde Rommel naar Duitsland terug in een zoveelste poging Hitler te overreden om de ernst van de situatie in te zien. Ook toen weigerde Hitler dit te doen en hield hem in Duitsland, om te voorkomen dat hij de nederlaag zou moeten meemaken. Op 13 mei van hetzelfde jaar capituleerde het Afrikakorps in Tunesië.

### Normandië
Na een korte tijd in Noord-Italië gediend te hebben werd Rommel op 5 november door Hitler benoemd tot inspecteur van de Atlantikwall. Hij moest het gedeelte van deze verdedigingswerken, dat van de Noordzee tot de Golf van Biskaje liep, inspecteren en vervolgens rapporteren. Dit alles had als uiteindelijke doel de verwachte geallieerde invasie tegen te houden. Op aanraden van veldmaarschalk Gerd von Rundstedt, destijds opperbevelhebber van alle Duitse troepen aan het westfront, werd hij op 15 januari 1944 benoemd tot opperbevelhebber van Heeresgruppe B. Deze legergroep omvatte het Duitse 7e en 15e leger, in een sector die zich uitstrekte van Nederland tot het zuiden van Bretagne in Frankrijk. Over de strategie van de verdediging verschilde hij van mening met Von Rundstedt: Von Rundstedt wilde de pantserdivisies meer landinwaarts opstellen, buiten het bereik van de geallieerde marine, terwijl Rommel ze langs de kust wilde positioneren. Hij was er immers van overtuigd dat als ze landinwaarts stonden opgesteld, ze dan spitsroeden moesten lopen door de geallieerde luchtmacht vooraleer ze het front zouden kunnen bereiken. Hij baseerde deze stelling op wat hij meemaakte bij El Alamein: daar was de Britse luchtmacht zodanig in overmacht, dat zijn tanks amper bewegingsvrijheid hadden. Rommel liet in zijn sector van de Atlantikwall tal van verbeteringen aanbrengen. Volgens hem zouden de eerste 24 uur van de invasie de belangrijkste zijn en moest de aanvaller zo snel mogelijk worden teruggedreven, vooraleer er een bruggenhoofd kon worden gevestigd. Die invasie kwam er op 6 juni, in Normandië, in Rommels sector. Daarna verslechterde de Duitse situatie aan het westfront steeds verder, mede door het enorme zee- en luchtoverwicht.

### Samenzwering tegen Hitler
Al voor de invasie kwam Rommel in contact met een groep samenzweerders tegen Hitler. Na eerder al geruchten te hebben gehoord wist hij vanaf februari 1944 (via Karl Strölin, een vriend en burgemeester van Stuttgart, en een lid van de NSDAP) definitief af van onder meer de massa-executies van intellectuelen in Polen in het begin van de oorlog (de AB-Aktion, waarbij ook Edmund Rosczynialski, een priester en de oom van zijn vrouw Lucie werd vermoord) en de vernietigingskampen. Een van de samenzweerders was Hans Speidel, zijn stafchef in Frankrijk. Het plan bestond erin om met een aanslag uitgevoerd door Claus von Stauffenberg (die onder hem in het Afrikakorps had gevochten) Hitler uit de weg te ruimen en de macht over te nemen. Zo kon er een poging worden ondernomen om vredesonderhandelingen te beginnen. Rommel was steeds tegen een aanslag geweest, omdat hij bang was dat dit Hitler tot een martelaar zou maken en een burgeroorlog zou veroorzaken. Hij zou zich wellicht wel ter beschikking hebben gesteld van een nieuwe regering. Rommel had echter een bijzonder plan bedacht: als Hitler zijn laatste ultimatum van de hand zou wijzen (de gevechten beëindigen en over een eervolle vrede proberen te onderhandelen), dan zou hij het hele westfront opdoeken. Zo zouden de westelijke geallieerden snel tot in Berlijn kunnen doorstoten, met de val van het naziregime tot gevolg. Zo zouden vele miljoenen mensenlevens gespaard gebleven zijn. Ook Wilhelm Bittrich en zelfs Sepp Dietrich (nochtans een fanatiek aanhanger van Hitler), de commandanten van de in Frankrijk aanwezige SS-pantserdivisies stonden er niet onwelwillend tegenover. De bedoeling van zijn plan was ook om een afzonderlijke vrede met de westelijke geallieerden proberen te bekomen (hij zou hiervoor ook bereid zijn zijn reputatie onder hen in te zetten), om zo de Duitse oostgrens effectiever te kunnen verdedigen tegen de Russen. Na de wreedheden van de nazi's in het oosten en de daaropvolgende wraakacties van de Russen maakte Rommel zich geen illusies over wat er bij een Russische inval in Duitsland zelf zou gebeuren. Op 17 juli raakte Rommel bij een luchtaanval in de buurt van het Franse dorp Livarot zwaargewond, toen hij per auto onderweg was naar het front. Hierdoor kon hij zijn plan niet ten uitvoer brengen.

### Dood
Na de mislukte aanslag (20 juli) werd hij na onderzoek door de Gestapo van medeplichtigheid verdacht, omdat zijn naam door de samenzweerders was genoemd. Dit gebeurde na marteling van onder meer Caesar von Hofacker, luitenant-kolonel bij de Luftwaffe en neef van Von Stauffenberg. Hij was een van de samenzweerders die Rommel meehielpen overtuigen om voor het verzet te kiezen. Vooral generaal Heinrich Kirchheim (een tegenstander van Rommel), veldmaarschalk en chef van het OKW Wilhelm Keitel en chef van de partijkanselarij Martin Bormann hadden op Rommels doodvonnis aangedrongen. Toen hij op 14 oktober 1944 thuis in Herrlingen was, kreeg hij bezoek van de generaals Wilhelm Burgdorf en Ernst Maisel die hem (in opdracht van Hitler) overhaalden zelfmoord te plegen en zo zichzelf een showproces, en zijn gezin de zogeheten Sippenhaftung te besparen. Indien hij zelfmoord zou plegen zou hij met militaire eer begraven worden en zou zijn familie leefgeld ontvangen. Zo kon tevens worden voorkomen dat het zou uitgroeien tot een schandaal en een breuk van het moreel, met zeer nadelige gevolgen voor Hitler en zijn handlangers, als aan het licht zou komen dat de populaire Rommel in zijn opdracht uit de weg werd geruimd. Na enkele minuten bedenktijd besloot Rommel zijn leven te beëindigen, en werd door de generaals het dorp uitgereden. Hij nam in hun bijzijn een gifpil in, maar heeft nooit bekend in de samenzwering betrokken te zijn. Hij kreeg op 18 oktober een staatsbegrafenis. Het Duitse volk werd wijsgemaakt dat Rommel was overleden aan de verwondingen die hij bij de luchtaanval van 17 juli had opgelopen. De ware doodsoorzaak kwam pas aan het licht tijdens het proces van Neurenberg, toen beklaagde Wilhelm Keitel ondervraagd werd.

## Reputatie
Al in de Eerste Wereldoorlog liet Rommel blijken over een sterk charisma en grote militaire vaardigheden te beschikken. De snelle verovering van de Monte Matajur door verrassingsaanvallen, vormde daar een bewijs van. Het Deutsches Alpenkorps waarin hij zich onderscheidde, werd door de geallieerden als een van de beste eenheden van het Duitse leger bestempeld.
Tijdens de Tweede Wereldoorlog werden Rommels militaire successen niet alleen door zijn troepen en Adolf Hitler gerespecteerd, maar ook door de troepen van het vijandelijke Gemenebest tijdens de Noord-Afrikaanse Veldtocht. Rommel werd altijd beschouwd als een ridderlijke en menselijke militaire leider, in tegenstelling tot vele andere mensen in nazi-Duitsland. Hoewel een bepaald deel van het Afrikakorps antisemitisch was en er na afloop van de oorlog een aantal schendingen van het oorlogsrecht aan het licht waren gekomen, wordt het oorlogstoneel in Noord-Afrika nog altijd beschouwd als een van de minst vernietigende van de oorlog. Over de gevangengenomen soldaten van het Gemenebest tijdens de Afrikaanse Campagne werd gemeld dat ze behandeld zijn volgens de Conventies van Genève. Verder werden de orders om Joodse soldaten en burgers te doden door hem genegeerd. Ook het op 18 oktober 1942 ingevoerde Kommandobefehl legde hij naast zich neer. Deze menselijkheid was aan verschillende factoren te danken: de veldslagen die in Afrika werden uitgevochten, vonden grotendeels in zo goed als onbewoonde gebieden plaats, waardoor er amper burgerslachtoffers vielen. Zelfs als er overvallen van lokale stammen plaatsvonden, besloot Rommel deze te negeren. Ook waren de rassenkwesties niet van toepassing, in tegenstelling tot het front in de Sovjet-Unie. Ook Rommels persoonlijkheid speelde hierin een rol: hij besefte dat hoe meer soldaten sneuvelden, hoe meer leed dit voor de getroffen families betekende. Daarom moesten er niet meer soldaten worden gedood dan nodig (dus enkel het absolute minimum). Krieg ohne Hass (oorlog zonder haat) werd het motto van deze aanpak. Hoewel er ook schendingen van het oorlogsrecht in Noord-Afrika zijn gebeurd, is er volgens de meeste historici geen bewijs van Rommels directe betrokkenheid bij deze misdaden.
Rommel was zozeer gerespecteerd, dat generaal Claude Auchinleck, op dat moment zijn Britse tegenstander in Noord-Afrika, erdoor geïrriteerd raakte en in de zomer van 1941 de volgende notitie aan zijn onderbevelhebbers schreef:

We lopen gevaar dat onze vriend Rommel een schrikbeeld voor de troepen wordt, alleen omdat er zoveel over hem wordt beweerd. Toch is hij geen Übermensch, hoe energiek en kundig ook. En al was hij het, dan nog is het niet nodig om hem bovennatuurlijke krachten toe te schrijven. P.S.: Ik ben niet jaloers op Rommel.

Na de val van Tobroek in juni 1942 moest de Britse premier Winston Churchill zich verantwoorden in het parlement, waarbij hij opmerkte:

We hebben te maken met een zeer bekwame en vermetele tegenstander en, als ik dat mag zeggen, dwars door de verwoestingen van de oorlog heen, een groot generaal.

Na het bericht in juli 1944 dat Rommel dood zou zijn, betuigde Churchill hem zijn respect. Op 1 augustus gaf Churchill overigens nog een persconferentie in Parijs om dit bericht te weerleggen.
De Nederlandse tekstschrijver Jacques van Tol schreef een lied over Rommel, dat met veel succes werd opgevoerd in het Zondagmiddagcabaret van Paulus de Ruiter. "Wat drommel, wat drommel, wat is dat met die Rommel? Die rommelige Rommel rommelt alles kort en klein!" Het werd tot lang na de nederlaag bij El Alamein nog in het programma opgenomen.
In zijn eigen land was hij niet alleen vanwege zijn bekwaamheid populair, maar ook omdat hij de uitvoering van zijn plannen leidde vanuit de frontlinie in plaats van een veilig hoofdkwartier. Daar was hij meestal te zien in zijn bekendste verschijning: een afgedragen leren jas, een geruite sjaal en een Engelse stofbril op zijn pet. Niet alle hoge officieren waren het echter eens met zijn manier van leiding nemen: ze vonden soms dat hij grote risico's nam en doordat hij meestal de gevechten aan het front leidde, had hij soms te weinig verbinding met zijn staf, waardoor het overzicht dan verdween en er verwarring ontstond. Terwijl hij op tactisch vlak nauwelijks te overtreffen was, stond hij heel wat zwakker in strategische kwesties (zoals o.a. de bevoorrading). Dit had o.a. te maken met zijn beslissing om geen opleiding tot stafofficier te volgen. Vlak na het begin van Operatie Barbarossa was Rommels situatie verbeterd door de komst van nieuwe stafofficieren, zoals kolonel Siegfried Westphal, die gespecialiseerd waren op dit vlak. 
Zijn relatie met de Italiaanse bondgenoten in Noord-Afrika was niet eenduidig: Rommel had geen hoge pet op van het Italiaanse opperbevel in Noord-Afrika, terwijl hij lovend was over de gewone soldaten en onderofficieren.
Een andere reden voor zijn populariteit was dat, in tegenstelling tot de meeste andere topofficieren, Rommel niet van adel was.
Rommel heeft in Noord-Afrika veel nieuwe tactieken voor veldslagen in woestijngebied bedacht en uitgewerkt; deze worden nog steeds in de belangrijke militaire academies onderricht. Een van de eersten die zijn tactieken overnam was de Amerikaanse generaal George Patton.
Rommel had aanvankelijk veel bewondering voor Hitler (die werd aangewakkerd door diens eerste successen). Het is ook dankzij Hitler dat zijn carrière gelanceerd werd. Hij was echter geen lid van de nazipartij. Na de verloren slagen bij El Alamein raakte zijn relatie met Hitler zwaar verstoord en zou sindsdien steeds verder aftakelen. Een paradox in zijn leven was dat hij zich tot aan zijn gedwongen zelfmoord toch niet helemaal van Hitler kon losmaken. Na El Alamein geloofde Rommel niet meer in de eindoverwinning, maar hij verzaakte nooit zijn militaire plichten.

## Persoonlijk leven
Rommel was sinds november 1916 gehuwd met Lucie Maria Mollin, de dochter van een Pruisische grootgrondbezitter. In 1928 kreeg het paar een zoon, Manfred Rommel, die van 1974 tot 1996 burgemeester van Stuttgart was. Rommel had echter ook een relatie gehad met een fruitverkoopster, Walburga Stemmer, waaruit in 1913 een dochtertje, genaamd Gertrud, was geboren. Walburga Stemmer overleed enige maanden vóór Manfreds geboorte - naar verluidt aan een longontsteking. Andere bronnen spreken echter van zelfmoord - zij zou tot de slotsom zijn gekomen dat Rommel nooit bij haar terug zou keren. Rommel en zijn echtgenote namen toen de opvoeding van de buitenechtelijke Gertrud op zich, die voor het publieke fatsoen altijd als 'nichtje' van Rommel zou worden gepresenteerd.

## Erkenning
Erkenning in Duitsland volgt in de jaren 60 doordat zijn naam aan een tweetal kazernes wordt verbonden (de Generalfeldmarschall Rommel-Kaserne te Augustdorf en de Rommel-Kaserne te Ulm). Ook heeft de Bundesmarine een (inmiddels uit de vaart genomen en afgebroken) torpedobootjager met geleide raketten naar hem genoemd. In het grootste tankmuseum van Duitsland, in Munster, is een hele afdeling aan Rommel gewijd. In heel Duitsland zijn tevens 22 straten naar de veldmaarschalk vernoemd.
Elk jaar wordt op 14 oktober, de dag van zijn dood, een speciale bijeenkomst georganiseerd. De opkomst is telkens zeer groot: ongeveer 2000 tot 3000 mensen, bestaande uit Afrikaveteranen, regerings- en legervertegenwoordigers uit Duitsland en het Verenigd Koninkrijk.
Zijn schilderij hangt aan de muur van de grootste tankcommandanten van het Amerikaanse Patton Museum of Cavalry and Tank Troops, die de vijf beste tankcommandanten uit de geschiedenis moet symboliseren: Moshe Peled, George Patton, Creighton Abrams, Israel Tal en Erwin Rommel.

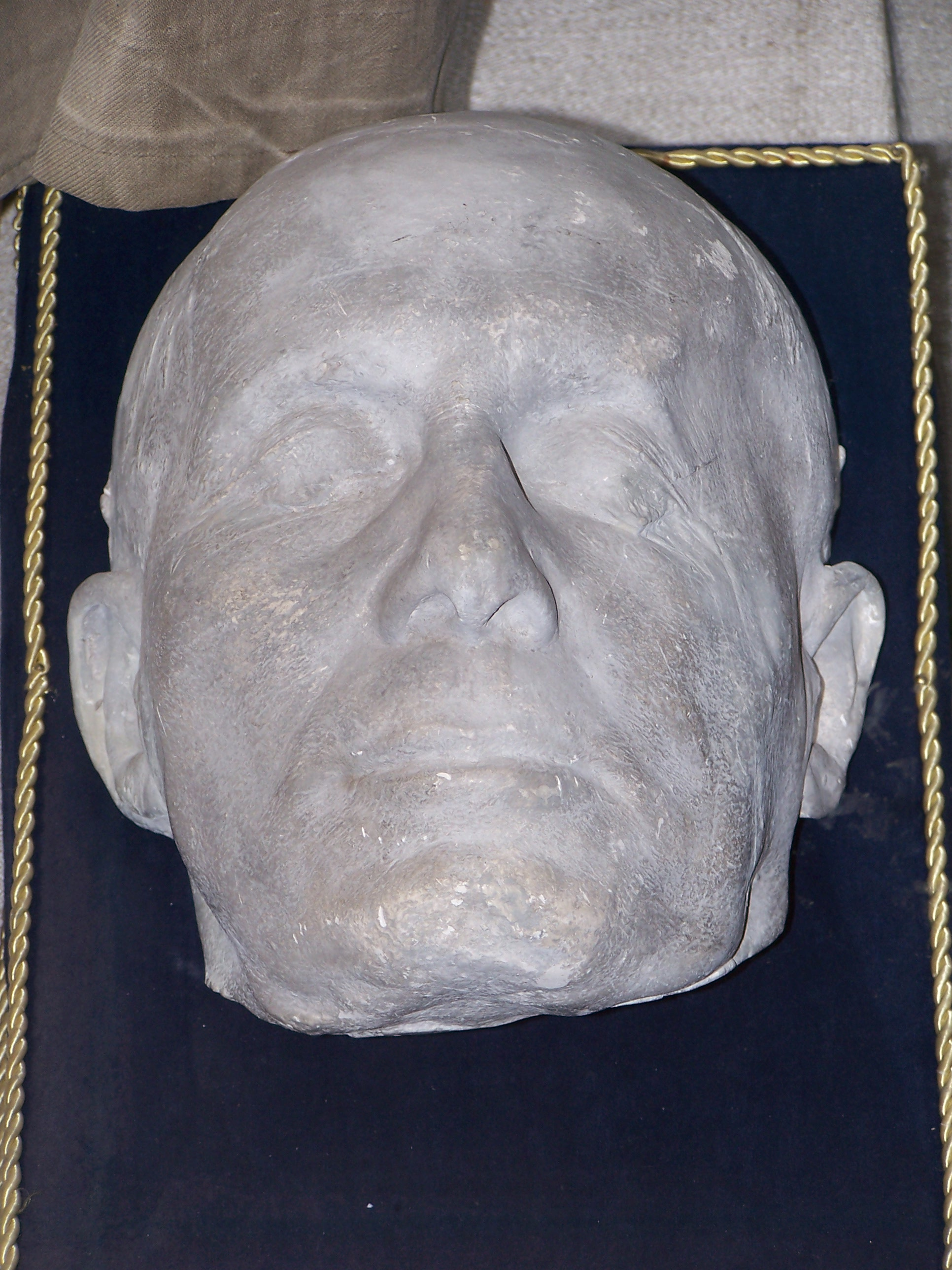
Rommels dodenmasker
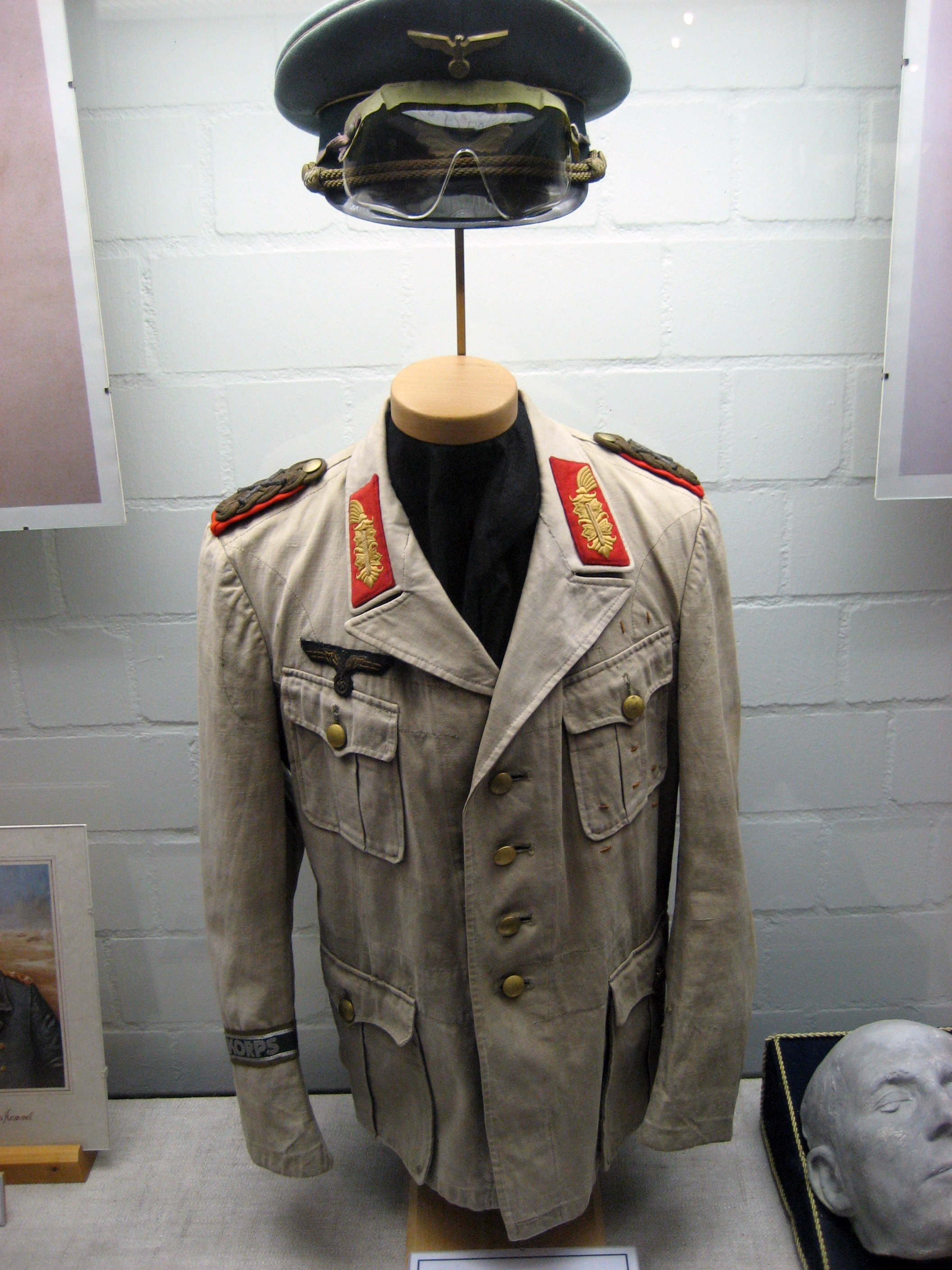
Rommels woestijnuniform